# Гарсия, Луис Фернандо
Луис Фернандо Гарсия Бечинье (исп. Luis Fernando García Bechinie; род. 13 сентября 1974, Аматитлан, Гватемала) — гватемальский легкоатлет, специалист по спортивной ходьбе. Выступал на профессиональном уровне в 1996—2010 годах, обладатель бронзовой медали Панамериканских игр, серебряный и бронзовый призёр Центральноамериканских и Карибских игр, чемпион Центральной Америки, победитель ряда крупных международных стартов, участник четырёх летних Олимпийских игр.

## Биография
Луис Фернандо Гарсия родился 13 сентября 1974 года в городе Аматитлан, Гватемала.
Впервые заявил о себе в лёгкой атлетике на международном уровне в сезоне 1996 года, когда вошёл в состав гватемальской сборной и удостоился права защищать честь страны на летних Олимпийских играх в Атланте — в программе ходьбы на 20 км показал время 1:28:28, расположившись в итоговом протоколе соревнований на 43-й строке.
В 1997 году в дисциплине 20 км занял 68-е место на Кубке мира по спортивной ходьбе в Подебрадах и 30-е место на чемпионате мира в Афинах.
В 1999 году показал 69-й результат на Кубке мира в Мезидон-Канон, финишировал седьмым на Панамериканских играх в Виннипеге, тогда как на международном старте в немецком Айзенхюттенштадте пришёл к финишу девятым и установил свой личный рекорд в ходьбе на 20 км — 1:21:52. На чемпионате мира в Севилье сошёл с дистанции.
На Олимпийских играх 2000 года в Сиднее с результатом 1:27:16 занял 32-е место.
В 2001 году отметился победой на домашнем чемпионате Центральной Америки и Карибского бассейна в Гватемале, был лучшим на домашних Центральноамериканских играх в Гватемале, занял 18-е место на чемпионате мира в Эдмонтоне и 17-е место на Всемирной Универсиаде в Пекине.
В 2002 году взял бронзу на иберо-американском чемпионате в Гватемале, получил серебро на Центральноамериканских и Карибских играх в Сан-Сальвадоре, показал 19-й результат на Кубке мира в Турине.
В 2003 году на международном старте в немецком Наумбурге пришёл к финишу пятым, установив при этом свой личный рекорд в ходьбе на 50 км — 3:53:31. Кроме того, завоевал бронзовую награду на Панамериканских играх в Санто-Доминго, выступил на чемпионате мира в Париже.
В 2004 году в дисциплине 50 км занял 21-е место на Кубке мира в Наумбурге, в дисциплине 20 км был четвёртым на иберо-американском чемпионате в Уэльве. Принимал участие в Олимпийских играх в Афинах, где во время прохождения 50-километровой дистанции сошёл.
В 2005 году отметился победой на чемпионате Центральной Америки в Сан-Хосе, стартовал на чемпионате мира в Хельсинки.
Среди главных достижений 2006 года — 61-е место на Кубке мира в Ла-Корунье, бронзовая награда на Центральноамериканских и Карибских играх в Картахене.
На Панамериканских играх 2007 года в Рио-де-Жанейро в дисциплине 50 км пришёл к финишу пятым.
В 2008 году в ходьбе на 50 км среди прочего показал 26-й результат на Кубке мира в Чебоксарах и 22-й результат на Олимпийских играх в Пекине.
В 2009 году в дисциплине 50 км был дисквалифицирован на Панамериканском кубке в Сан-Сальвадоре, закрыл тридцатку сильнейших на чемпионате мира в Берлине.
В 2010 году участвовал в Кубке мира в Чиуауа, но сошёл с дистанции 50 км, не показав никакого результата. На этом завершил спортивную карьеру.